# Úlibice
Úlibice är en ort i Tjeckien. Den ligger i den centrala delen av landet, 80 km nordost om huvudstaden Prag. Úlibice ligger 285 meter över havet och antalet invånare är 241.
Terrängen runt Úlibice är platt söderut, men norrut är den kuperad.Runt Úlibice är det ganska glesbefolkat, med 50 invånare per kvadratkilometer. Närmaste större samhälle är Jičín, 6,1 km väster om Úlibice. Trakten runt Úlibice består till största delen av jordbruksmark.